# Maciej Adamek
Maciej Adamek (ur. 16 lipca 1968 w Gdańsku) – polski reżyser i scenarzysta; członek Europejskiej Akademii Filmowej.

## Życiorys
Absolwent filologii polskiej na Uniwersytecie Gdańskim oraz Wydziału Reżyserii łódzkiej PWSFTviT (1997).
Twórca przede wszystkim filmów dokumentalnych, zdobywca nagród i wyróżnień na festiwalach filmowych w Polsce i za granicą.

## Filmografia
Na podstawie:
- 1999 – I nie opuszczę cię aż do śmierci – reżyseria, scenariusz
- 2001 – Co dzień bliżej nieba – reżyseria, scenariusz
- 2002 – Konkurs – reżyseria, scenariusz, współpraca operatorska
- 2003 – Powrót – reżyseria, scenariusz
- 2003 – Życie przed tobą – reżyseria, scenariusz
- 2004 – Jestem – reżyseria, scenariusz
- 2005 – W drodze – reżyseria, scenariusz
- 2006 – Fabryka – reżyseria, scenariusz
- 2010 – Gry i zabawy dziecięce – reżyseria, scenariusz
- 2012 – Zdjęcie – reżyseria, scenariusz
- 2014 – Razem – reżyseria, scenariusz
- 2015 - Dwa światy - reżyseria, scenariusz
- 2023 - Niewypowiedziane- reżyseria, scenariusz

### Etiudy filmowe
- 1993 – Noc poślubna – reżyseria
- 1993 – Pogrzeb – rola
- 1993 – Ściana – rola
- 1993 – Weekend jako Sanitariusz
- 1994 – Okno – reżyseria
- 1994 – W zawieszeniu – reżyseria
- 1995 – Horoskop – reżyseria, scenariusz
- 1995 – Siostry – reżyseria
- 1996 – Przez chwilę – reżyseria, scenariusz
- 1997 – Zapomnieć przyszłość – reżyseria